# Women of the Movement
Women of the Movement è una miniserie drammatica americana, basata sulle vicende narrate nel libro Emmett Till: The Murder That Shocked the World and Propelled the Civil Rights Movement di Devery S. Anderson. La miniserie è stata trasmessa negli Stati Uniti su ABC il 6 gennaio 2022.
La serie, creata e scritta da Marissa Jo Cerar e diretta da Gina Prince-Bythewood, è incentrata su Mamie Till-Mobley che ha dedicato la sua vita a cercare giustizia dopo l'assassinio del figlio Emmett.

## Trama
Nel 1955, mentre sono in vigore negli Stati Uniti d'America le  leggi Jim Crow, il figlio di Mamie Till-Mobley, Emmett Till, viene brutalmente assassinato nel Mississippi per avere rivolto la parola a una donna bianca dal marito di lei. La lotta di Mamie Till-Mobley per assicurarsi che non venga dimenticato e per ottenere giustizia per lui ha aiutato la nascita del movimento per i diritti civili.

## Personaggi e interpreti
- Mamie Till-Mobley interpretata da Adrienne Warren
- Alma Carthan interpretata da Tonya Pinkins
- Emmett Till interpretato da Cedric Joe
- Mose Wright interpretato da Glynn Turman
- Gene Mobley interpretato da Ray Fisher
- J. W. Milam interpretato da Chris Coy
- Carolyn Bryant interpretata da Julia McDermott
- Roy Bryant interpretato da Carter Jenkins